# Орлов, Михаил (легкоатлет)
Михаил Орлов (род. 25 июня 1967) — советский и российский легкоатлет, специалист по спортивной ходьбе. Выступал за сборные СССР и России по лёгкой атлетике во второй половине 1980-х — первой половине 1990-х годов, обладатель бронзовой медали чемпионата мира в помещении, призёр первенств национального значения, действующий рекордсмен России в ходьбе на 10 000 метров в помещении.

## Биография
Михаил Орлов родился 25 июня 1967 года. Занимался лёгкой атлетикой в Ярославле, проходил подготовку под руководством тренера Юрия Леонидовича Мешалкина.
Впервые заявил о себе на международном уровне в сезоне 1986 года, когда вошёл в состав советской сборной и выступил на юниорском мировом первенстве в Афинах, где в ходьбе на 10 000 метров закрыл десятку сильнейших.
В 1990 году выиграл бронзовую медаль в дисциплине 20 км на зимнем чемпионате СССР по спортивной ходьбе в Сочи.
В январе 1991 года на чемпионате Вооружённых сил в Москве установил ныне действующий национальный рекорд России в ходьбе на 10 000 метров в помещении — 38.59,82. Также в этом сезоне получил серебро в ходьбе на 5000 метров на зимнем чемпионате СССР в Волгограде.
В 1992 году взял бронзу в дисциплине 5000 метров на зимнем чемпионате СНГ в Москве.
После распада Советского Союза Орлов остался действующим спортсменом и продолжил принимать участие в крупнейших международных стартах в составе российской национальной сборной. Так, в 1993 году на дистанции 5000 метров он стал серебряным призёром на зимнем чемпионате России в Москве и бронзовым призёром на чемпионате мира в помещении в Торонто.
В 1994 году занял пятое место в ходьбе на 20 км на чемпионате Европы в Хельсинки.
В 1998 году с результатом 1:20:50 занял 25-е место в мировом рейтинге ходоков на 20 км.